# مستر پاشن
مستر باشن (الاسم الحقيقي: هشام صباح، مواليد 1988) هو مؤدّي راب عراقي، يُعد من أوائل المساهمين في إدخال فن الراب إلى العراق. بدأ نشاطه الفني في عام 2004، ويُنسب إليه المساهمة في تطوير أسلوب الأداء ونشر هذا الفن في البيئة العراقية، كما لُقّب بـ"المؤسس" أو "الأب الروحي" لفن الراب في البلاد.

## النشأة والبدايات
وُلد هشام صباح عام 1988 في بغداد، العراق. بدأ مسيرته الفنية عام 2004، واستمر حتى عام 2020، وهو العام الذي أعلن فيه اعتزاله.
خلال هذه الفترة أصدر أغاني راب باللهجة العراقية عبر منصات رقمية ومنتديات خليجية متخصصة مثل منتدى الراب العربي، منتدى راب الخليج ومنتدى راب الشرق الأوسط، في وقت كان فيه الراب العراقي محدود الانتشار.
عمل على نشر هذا الفن داخل العراق من خلال تدريب مجموعة من الشباب على الأداء الغنائي للراب، وأسس فريقًا غنائيًا باسم DZK، ضم أكثر من 20 مغني ومغنية راب عراقيين.

## المسيرة الفنية
أصدر مستر باشن العديد من الأعمال الغنائية على منصات مثل منتديات الراب العربي، ساوندكلاود، ويوتيوب، تضمنت أغانٍ فردية وتعاونات مع فنانين من العراق والخليج العربي.
من أبرز أعماله التعاون مع مغني الراب السعودي Oyaji Oya في أغنية الصحابة التي صدرت عام 2020 على منصة يوتيوب.
في عام 2009، أحيا حفلًا لفن الراب على المسرح الوطني في بغداد مع فريق DZK، تطرّق خلاله إلى قضايا اجتماعية مثل الحرب الأهلية وتعزيز التآخي بين الشباب.

## وصلات خارجية
- [رابط قناة مستر باشن على يوتيوب]
- [رابط حساب مستر باشن على فيسبوك]
- [رابط حساب مستر باشن على ساوندكلاود]